# 伐木工之歌
《伐木工之歌》（英語："The Lumberjack Song"）是蒙提·派森喜剧剧团创作的一首歌曲，由特里·琼斯、迈克尔·帕林和弗雷德·汤姆林森（Fred Tomlinson）谱曲。
《伐木工之歌》第一次出现在《蒙提·派森的飞行马戏团》第九集的小节“蚂蚁的介绍”（"The Ant: An Introduction"）中，该集于1969年12月14日在BBC1播出。此后，这首歌曲还在电影、舞台剧和唱片中以不同形式表演过，每次开头的小品都不相同。在2007年NPR的一次采访中，迈克尔·帕林说道，这首歌是在一天的工作结束时创作的，当时派森团队正在为理发店小品的结尾发愁：整首歌曲的创作大约只用了15分钟。
1975年11月14日，Charisma唱片将《伐木工之歌》以单曲唱片的形式在英国发售，这首唱片的A面是《午餐肉之歌》，由派森爱好者乔治·哈里森创作。